# تيميرلوه
تيميرلوه (بالملايوية: Temerloh)‏ هي بلدية تقع في وسط فهغ بماليزيا. تقع تيميرلوه على بعد حوالي 130 كيلومتر (81 ميل) من كوالالمبور على طول الطريق الرئيسي بين كوانتان وكوالالمبور، وهي ثاني أكبر منطقة حضرية في فهغ بعد كوانتان، عاصمة الولاية. تقع عند التقاء نهري فهغ وسيمانتان. اليوم، تشير تيميرلوه عادةً إلى الأراضي الخاضعة لإدارة مجلس بلدية تيميرلوه والتي تشمل مينتاكاب ولانشانغ وكوالا كراو وكيرداو.
مدينة قديمة تضم بعض المباني الاستعمارية والمتاجر، وقد ازدهرت المدينة في السنوات الأخيرة كمركز للنقل ومركز صناعي جديد. تم بناء العديد من المراكز التجارية والصناعية الجديدة في تيميرلوه في السنوات الأخيرة. يؤدي إنشاء طريق الساحل الشرقي السريع إلى تقليص وقت السفر إلى النصف، ويربط المدينة بكوالالمبور وكوانتان، ويساهم في نمو تيميرلوه.